# 유럽 포르투갈어
유럽 포르투갈어(포르투갈어: português europeu, IPA: [puɾtuˈgeʃ eu̯ɾuˈpeu̯])어는 포르투갈 본토 및 아소르스, 마데이라 제도에서 사용되는 포르투갈어의 한 갈래이다. 유럽 포르투갈어에 기반한 교양 언어 규범인 표준 포르투갈어 발음은 포르투갈, 포르투갈어 공용 아프리카 국가, 동티모르, 마카오에서 척도로 여겨진다. "유럽"이라는 표현은 브라질 포르투갈어와 대비되어 "포르투갈 포르투갈어"(포르투갈어: português português)에 나타나는 단어 충돌을 피하기 위해 사용된다.

## 음운

### 소리
유럽 포르투갈어의 소리는 다음과 같다

### 방언

#### 포르투갈의 방언

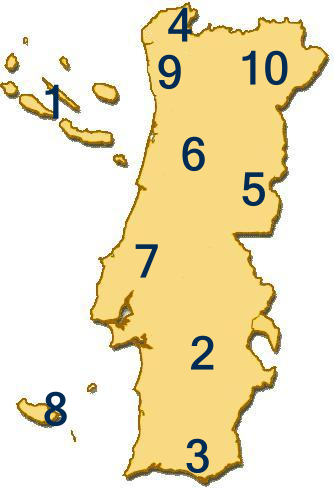
포르투갈의 방언

1. 아소리아누 (Açoriano)—아소르스 (아조레스) 제도.
2. 알렌테자누 (Alentejano)—알렌테주 지방.
3. 알가르비우 (Algarvio)—알가르브 지방 (알가브르 서부 일부지역에 독자적 억양이 있음).
4. 알투미뇨투 (Alto-Minhoto)—브라가 지방의 북부 오지
5. 바이슈베이랑 (Baixo-Beirão); 알투알렌테자누 (Alto-Alentejano)— 중부 포르투갈 오지.
6. 베이랑 (Beirão)— 중부 포르투갈.
7. 이스트레메뉴 (Estremenho)—코임브라, 레이리아, 리스보아 지역. (리스본의 방언은 코임브라 방언과는 약간 차이가 있음)
8. 마데이렌스 (Madeirense)—마데이라 제도.
9. 노르테뉴 (Nortenho)—브라가와 포르투 지역.
10. 트란스몬타누 (Transmontano)—트라스우스몬트스이알투도루 지역.
11. 바한케뉴 (Barranquenho)—바한쿠스 지방.
12. 리스보에타 (Lisboeta)—리스보아 지방.

## 같이 보기
- 포르투갈어

## 참고 문헌
1. ↑  http://www.phon.ucl.ac.uk/home/sampa/portug.htm